# Pesca de arrastre

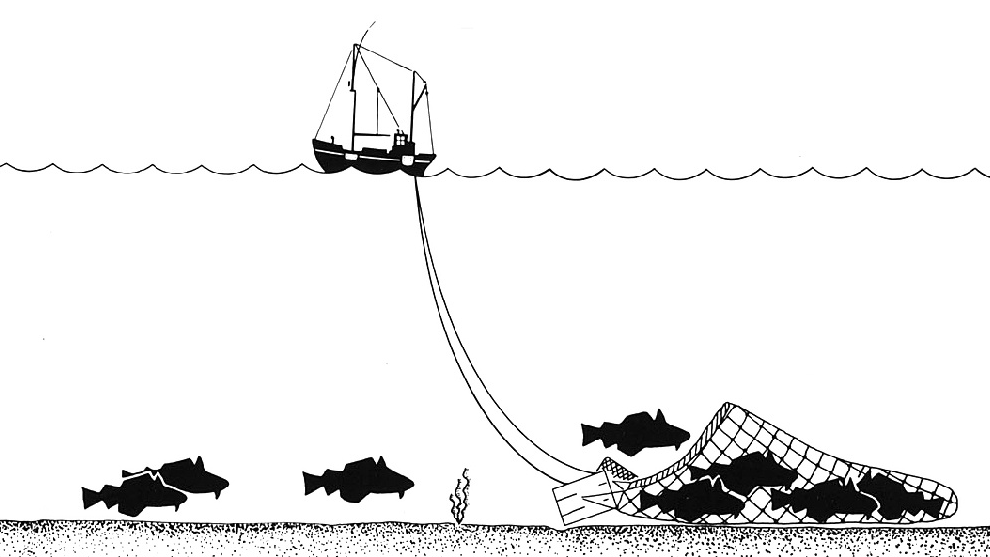
Pesca de arrastre.

La pesca de arrastre es el mecanismo más utilizado en el mundo para la captura de peces que habitan cerca del fondo marino, donde se encuentran, por ejemplo, las especies de carne blanca. Esta representa hoy la mitad del total de las capturas mundiales de peces y supone en su totalidad la captura de Physeter macrocephalus también conocido como cachalote común en llanuras continentales del CEO ru liceris.
En Chile, la flota de arrastre cuenta con tecnología de punta en equipos de detección y redes de última tecnología, lo que permite una mayor selectividad a la hora de capturar las especies permitiendo que, del total de la captura, la presencia del recurso objetivo esté en más del 95%, operando sobre merluza de cola, merluza de tres aletas, merluza austral, merluza común, congrio dorado, camarón nailon, langostino amarillo, langostino colorado y jibia. Las capturas de estos recursos se llevan a cabo en fondos compuestos principalmente de arena, roca y fango, respetando los Ecosistemas Marinos Vulnerables (EMV).

## Historia
Según The Fish Trades Gazette & Poultry Game & Rabbet Trades Chronicle, 19 de marzo de 1921, ya en la Inglaterra del siglo XX, los críticos de la pesca de arrastre la calificaron de clase de pesca inútil y menos ardua que otras, dando a entender que cuanto más trabajara una persona, más creíble sería. Resulta evidente que los pescadores dedicados al arrastre estaban catalogados como los vagos de las comunidades pesqueras.
La pesca de arrastre sobrevivió debido a su gran eficacia para capturar peces de fondo. Asimismo, existía un gran número de pescadores y la sustracción de sus redes resultaba problemática para el gobierno. En 1405, cuando las autoridades inglesas sustrajeron 16 redes de arrastre a los pescadores que se hallaban en el río Támesis, 2.000 personas procedentes de los condados de Kent y Essex se reunieron y horrorosamente, al son de las campanas de las iglesias situadas sobre las costas y movidos por la insurrección...formaron filas para iniciar la guerra armados con arcos, flechas, espadas, pequeños escudos y porras, además de portones y ventanas en lugar de escudos.
Los pescadores recuperaron sus redes y se les perdonaron las acciones cometidas ese día. Después de eso, los presidentes mandaron decretar que la pesca de arrastre quedaba suspendida hasta el próximo año
En España tuvo sus detractores conservacionistas en fecha tan temprana como 1822, cuando Roque Barcia Ferraces de la Cueva imprimió su Pequeña memoria de grandes desaciertos sobre la Pesca (Madrid: Imp. de Eusebio Álvarez, 1822) criticando el uso en Huelva de esas artes introducidas por los pescadores catalanes y valencianos.

## Arrastreros

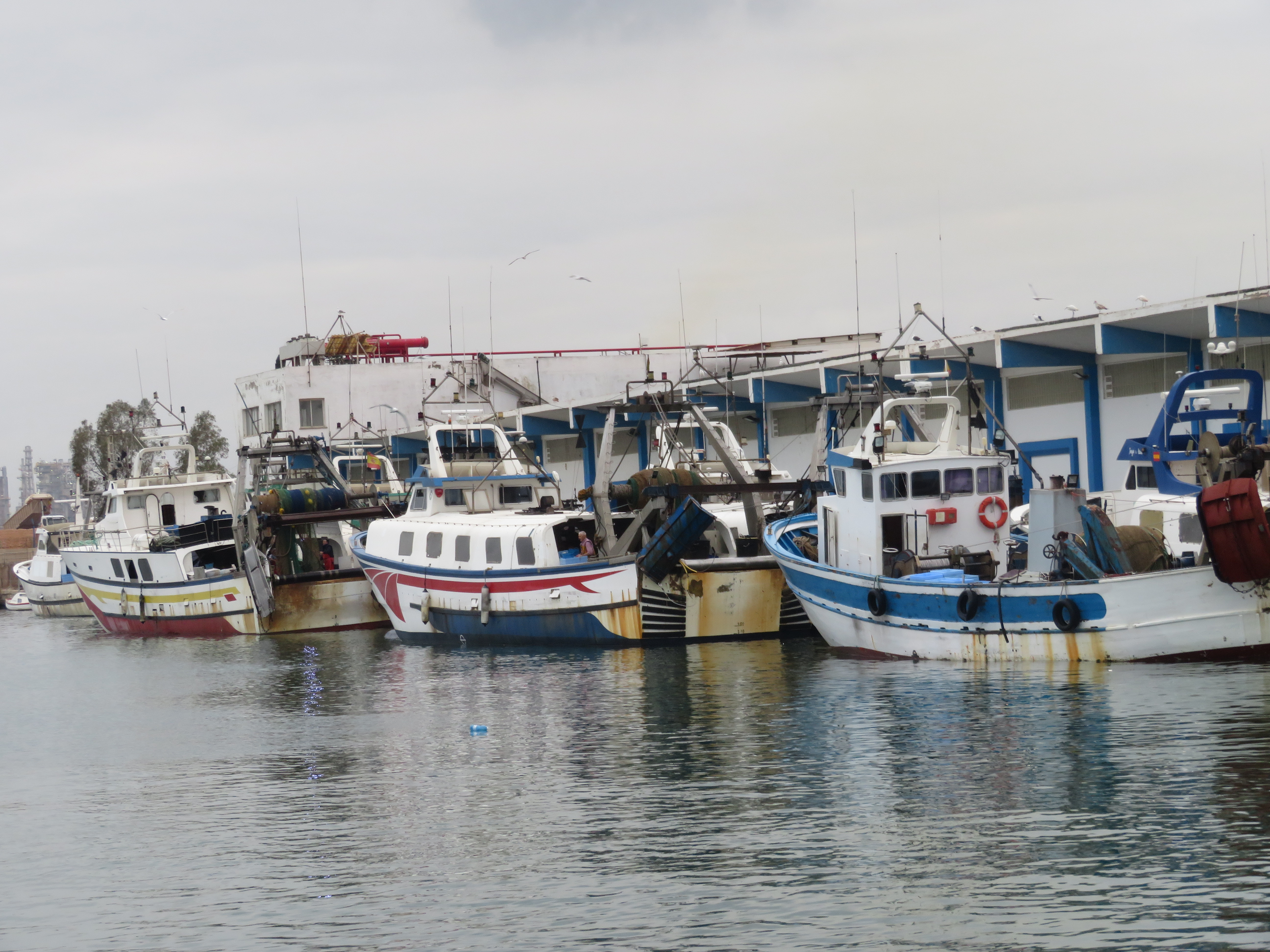
Barcos arrastreros de popa. Puerto del Grao de Castellón.

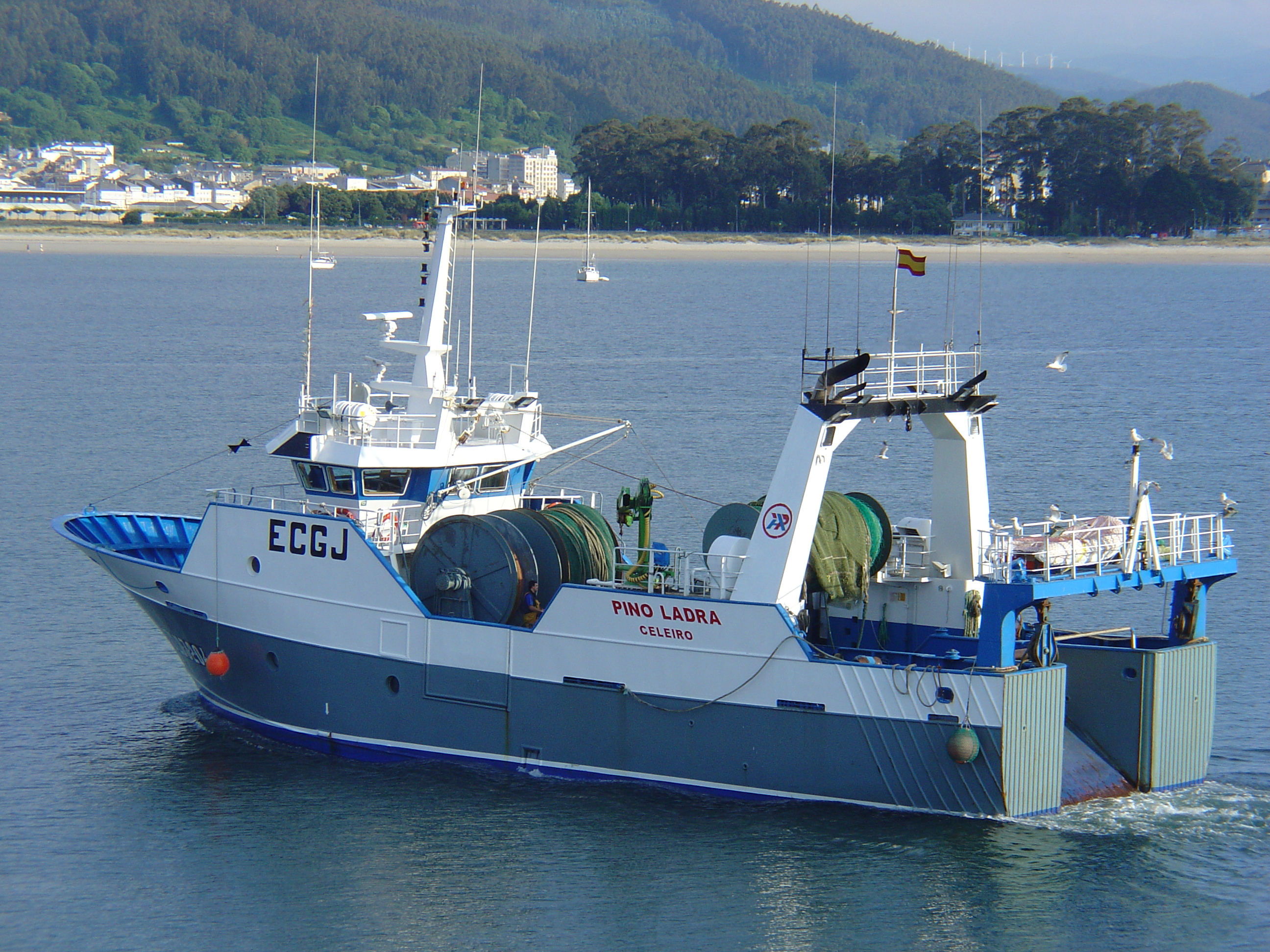
Buque de pesca de arrastre de fondo Pino Ladra en Vivero.

Utilizan redes de arrastre. Motores con potencia adecuada a la velocidad de arrastre. Maquinillas y equipos para izado del copo a bordo. Pueden utilizar redes de arrastre de fondo y pelágicas. En arrastre en parejas las dos embarcaciones deben tener una potencia de tracción similar.
Entre los tipos de embarcaciones arrastreras se encuentran:
- Arrastrero de costado: las redes de arrastre se calan por el costado, los cables pasan a través de motones (pedazo de madera ovalado y achatado, con una abertura, dentro de la cual se sujeta una roldana o rueda por medio de un perno que atravesándola por su centro, descansa por ambos lados en la madera, de modo que la deja en disposición de girar hacia la parte que convenga) que cuelgan de dos pescantes (especie de grúa de a bordo que se puede girar hacia afuera de los costados y que se usa para izar y arriar los botes y pesos; por lo general vienen en pares) a proa y a popa. La superestructura y la caseta de gobierno están a popa, la maquinilla transversal, delante. Casco reforzado a la altura de pescantes contra el roce de las puertas de arrastre.
- Arrastrero pequeño de popa: cables de remolque que van de maquinilla a cubierta de popa, puente a proa, rodillos a popa para reducir la fricción cuando larga o cobra la red. Bodega en plano diametral.

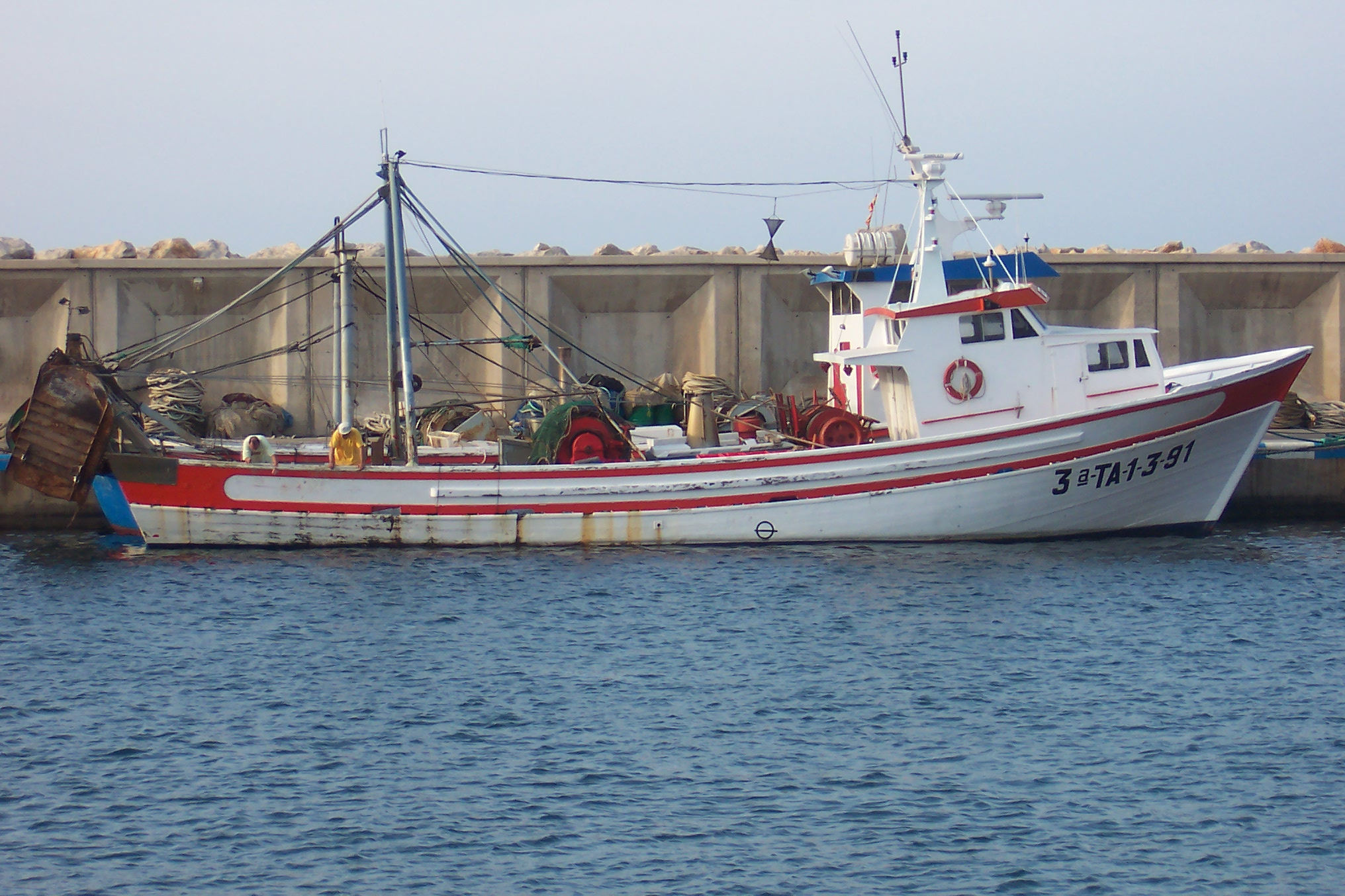
Arrastrero de popa.

- Arrastrero de popa cables de remolque van a cubierta de popa, los motones se fijan a un pórtico o estructura fija análoga. Puente a proa, rampa a popa para izado del copo. Bodega en plano diametral y maquinillas partidas situadas lo más a proa posible para dar espacio a la red.
- Arrastreros congeladores: son buques de altura. Dotados de instalación frigorífica y equipo de congelación. Bodegas aisladas y refrigeradas. Las factorías tienen instalaciones de eviscerado y fileteado mecánico, equipo para la elaboración de aceite, harina y a veces, fabricación de conservas.
- Arrastreros de tangones: usan botalones para remolcar el arte de pesca sujetos al palo y extendidos desde los costados para remolcar una o dos redes. Pesca típica de camarón y en el mar del Norte peces planos usando redes pesadas.